# До-ре-мі-до-ре-до
До-ре-мі-до-ре-до (муз. лайл.-жарт.) — музична фраза, яка як ритмічний натяк використовується музикантами в країнах колишнього СРСР, аби «послати нахуй».

## Вживання

Андрій Вознесенський згадував, що будучи студентом він зробив стінгазету, де з інструменту трубача вилітали ноти «до-ре-мі-до-ре-до». Через деякий час натяк розкрився, і Вознесенському винесли сувору догану.
Повідомлялося про використання музичної фрази в якості неприйняття музики майбутнього на засіданні VIII з'їзду Спілки композиторів Росії (2000).
В одному з концертів Олександр Розенбаум виконав пісню «Тільки музиканти музику зрозуміють мою» і потім кілька разів заспівав цю відому в музичних колах фразу, акомпануючи собі на роялі. При цьому співак не вимовляв лайливі слова, а лише озвучив назви нот.
У пісні «Останні дні в раю» з однойменного альбому групи «Нещасний випадок» перед зображуваною сваркою музикантів саксофон грає саме цю музичну фразу.
Фраза згадана у пісні «Лібідо» гурту «Брати Гадюкіни» (альбом «Щасливої дороги», 1999 рік) — «Ти мені сказала вчора „до-ре-мі-до-ре-до“».
У 2008 році Андрій Данилко, відомий під сценічним псевдонімом Вірка Сердючка, випустив альбом «Doremi Doredo».
У 2013 році композитор Максим Бабишкін, колишній продюсер Ірини Дубцової, написав ліричну фортепіанну композицію «До-ре-мі-до-ре-до».
Олександр Галін дав назву «До-ре-мі-до-ре-до» своїй книзі 2013 року.
Існує музична фраза у відповідь: соль-фа-мі-ре-до-{\displaystyle \sharp }до — «Сам іди туди ж».
Серед музик, що грають у ресторанах, узвичаєно виконувати мотив «до-ре-мі-до-ре-до» в тих випадках, коли їм трапляються набридливі клієнти, які ледь не силоміць нав'язують свої замовлення оркестрові на виконання певних номерів.